# Храм Светих апостола Петра и Павла у Коњицу
Храм Светих апостола Петра и Павла је српска православна црква која се налази у насељу Борци, општина Коњиц. Припада епархији захумско-херцеговачкој и приморској, а посвећена је апостолима Петру и Павлу.

## Опис цркве
Црква је оријентисана у правцу исток-запад, правоугаоне је основе спољашњих димензија 7,05 х 11 м². Заведена апсида на источној страни цркве има основу у облику полукруга. У источном зиду цркве налази се отвор са полукружним завршетком димензија 4,5 х 5,5 м који повезује апсидални простор са црквеним наосом. На фасади се налазе трнови челичне затеге, постављене у горњој зони источног зида цркве, на висини од око 60 цм удаљености од нивоа стрехе крова. У осовини спољашњег зида западне фасаде призидан је звоник квадратне тлоцртне основе димензија 2,9 х 2,9 м.
Црква је једнобродна и подељена на простор наоса ширине 5,78 х 9,4 м, олтарски простор са проскомиђијом, ђакониконом и часном трпезом који су смештени у апсиди, као и на галерију преко које се може доћи степеницама до црквеног торња. Једини улаз у цркву је са западне стране, а површина овог дела је бетонирана. У северозападном углу наоса налазе се дрвене степенице којима се приступа галерији, чија је подна облога од дрвета, изведена од дасака, док је под на наосу изведен од камених плоча. Степениште има 13 газишта и дрвену ограду висине око 100 цм, док висина дрвене ограде галерије износи око 110 цм. Са галерије се кроз накнадно пробијен отвор улази и на прву етажу црквеног торња. Осим приземне, торањ има још три етаже-платформе које су међусобно повезане дрвеним лествама.
Црквени торањ је преко четири камена лука ослоњен на четири камена ступа приземне етаже торња, а у функционалном смислу има приземље и три етаже. У приземној етажи торња постављена су три полукружно засведена улазна отвора. У нивоу друге етаже торња у зиду западне фасаде је изведена камена розета, која се састоји од спољашњег и унутрашњег каменог прстена. На нивоу последње етаже у сваком зиду се налази засведени отвор. На другој и трећој етажи у средишту западног зида торња постављен је по један лучно засвдени отвор. Висина торња од постамента до краја завршног венца је око 11,65 м. Лук куполе торња има барокну фирму и покривен је лимом, који се налази на дрвеној потконструкцији. У оквиру задње етаже торња на челичној конструкцији налази се звоно израђено од ливене бронзе.
Црквени торањ сазидан је од камена седре. Наос је од олтарског простора одвојен дрвеним иконостасом дужине 5,6 м и висине 4,2 м, а расчлањен је на два профилирана венца и завршним венцем на круни иконостаса, која има таласасти завршетак. У апсидалном зиду олтарском простора изведене су три нише које служе за обављање црквених обреда. Часно престо цркве је израђено од камена и оно се налази у средишту апсиде. Јужни и северни латерални зидови цркве имају четири пиластра који су димензија 8 х 53 цм. Кров изад простора наоса је двоводан. Зидови цркве су дебљине око 65 цм, зидани су каменом кречњаком и малтерисани су са унутрашње стране цркве.

## Историјат
Почетком 1880. године мештани села Борци су се обратили Земљској Влади за Босну и Херцеговину, молбом да им се одобри изградња мање цркве, као и за материјалну помоћ.
На основу захтева од 12. фебруара 1880. године, евидентираног под бр. 1270, Земаљска влада за БиХ одобрила финансијску помоћ у износу од 300 флорина. Састанку Котарског уреда у Коњицу, одржаног 17. марта 1880. године, присуствовали су: Ибрахим Башагић, котарски предстојник, и Мато Фрањић, котарски канцелиста, као записничар; а од стране мештана села Борци, Видак Шиниковић, Спасоје Сарић и Никола Симић, сеоске старешине и протојереј Димитрије Јовановић, парох парохије Коњиц. Сврха наведеног састанка било је прочитати наредбу високе земаљске Владе.
Након завршетка рата у Босни и Херцеговини 1995. године и повлачења српског становништва са подручја Коњица, храм Светих Апостола Петра и Павла је девастиран а све богослужбене ствари и иконе су уништене. Трудом повратника у ово село храм је оспособљен за богослужбену употребу.
Одлуком Комисије за очување националних споменика од 15. марта 2006. године, овај храм проглашен националним спомеником Босне и Херцеговине. У лето 2018. године донета је одлука да се храм обнови у славу апостола Петра и Павла, али и у спомен убијеним дечацима Петру (7) и Павлу (5) Голубовић, који су убијени 2. јула 1992. године са својим родитељима у Коњицу. Убиства су извршили припадници Територијалне одбране Коњиц и Хрватског вијећа одбране.
Након припреме пројектне документације и консултација са стручњацима Федералног завода за заштиту споменика отпочели су радови на обнови овог храма. Реконструкција је у потпуности завршена у јулу 2019. године, а на празник Светих Апостола Петра и Павла обављено је освећење новообновљеног храма. Свету архијерејску литургију и обред освећења служио је епископ захумско-херцеговачки и приморски Димитрије. Ктитор обнове храма био је тадашњи председник Републике Српске, Милорад Додик.